# Cape Parry
Cape Parry är en udde i Kanada.   Den ligger i territoriet Northwest Territories, i den norra delen av landet, 3 800 km nordväst om huvudstaden Ottawa.
Terrängen inåt land är platt. Havet är nära Cape Parry åt nordost. Trakten är glest befolkad. 